# Grijó de Mões
Grijó de Mões é uma aldeia pertencente à freguesia de Mões, Município de Castro Daire e Distrito de Viseu (Portugal).
Situada na encosta este da Ribeira de Courinha, que nasce em Casais de D. Inês, tem aos seus pés um extenso e fértil vale que se prolonga desde o Vale D’Azia a Arcas. Foi deste vale que os habitantes de Grijó de Mões têm vindo a retirar o seu sustento ao longo dos séculos.
Na primeira vez que Grijó aparece nos numeramentos (censos) realizados em Portugal, há vários séculos, tinha apenas cinco habitantes.[carece de fontes?] Pode-se assim ver, que Grijó era na altura um pequeno lugar, onde apenas viveria uma família.[carece de fontes?]
Ao longo dos séculos a população foi crescendo, e embora sem dados oficiais, é provável que por meados do século XX, a sua população atingisse números entre as 90 e 120 almas (segundo relatos de moradores).[carece de fontes?]
Hoje em dia, Grijó de Mões tem cerca de 47 moradores permanentes, mantendo-se a população a diminuir ao longo das últimas duas décadas, sendo que se pode prever que nos próximos dez anos a população caia para 40 ou menos moradores, se nos guiarmos pela esperança média de vida nacional. Esta é também a confirmação da tendência demográfica sentida nas aldeias do interior.[carece de fontes?]